# Holocotylon
Holocotylon — рід грибів родини Agaricaceae. Назва вперше опублікована 1906 року.